# Fort Osage High School
Fort Osage Senior High School findes på 2101 North Twyman Road i Independence, Missouri.
| Skole | Spire Denne artikel om en skole, en uddannelsesinstitution eller uddannelse er en spire som bør udbygges. Du er velkommen til at hjælpe Wikipedia ved at udvide den. |

39°8′19.39″N 94°17′26.79″V / 39.1387194°N 94.2907750°V